# Janez Dular (arheolog)
Janez Dular, slovenski arheolog, * 16. avgust 1948, Metlika. 
Leta 1972 je diplomiral iz prazgodovinske arheologije na Filozofski fakulteti Univerze v Ljubljani in leta 1982 na isti ustanovi doktoriral. V študijskem letu 1984/85 se je kot štipendist Humboldtove fondacije izpopolnjeval v Münchnu. (Institut für Vor- und Frühgeschichte, provinzialrömische und vorderasiatische Archäologie der Ludwig-Maximilians-Universität).
Področje njegovega znanstvenega delovanja je prazgodovinska arheologija kovinskih dob. Ukvarja se zlasti z naselbinsko problematiko (tipologija poselitvenih struktur, hierarhizacija naselij, bivalna kultura), dinamiko poselitvenih procesov ter ekonomskimi vprašanji bronaste in železne dobe. 
Opravil je obsežna terenska raziskovanja v Podzemlju, Dolnjem Lakošu in na več kot štiridesetih višinskih naseljih v osrednji Sloveniji. Pomembna so tudi njegova topografska rekognosciranja, ki so potekala vrsto let na območju Bele krajine in Dolenjske.
Zasnoval in vodil je projekt prve poljudno-znanstvene sinteze o zgodovini Slovenije od starejše kamene dobe do zgodnjega srednjega veka, ki je izšla pod naslovom Zakladi tisočletij (COBISS).
Leta 1982 je postal predstojnik Inštituta za arheologijo ZRC SAZU, ki ga je vodil do leta 2000. Je član Conseil Permanent de l’Union Internationale des Sciences Préhistoriquies et Protohistoriques in od leta 1992 dopisni član Nemškega arheološkega inštituta (Deutsches Archäologisches Institut) v Berlinu.
Leta 2013 je prejel nagrado Slovenskega arheološkega društva za življenjsko delo. Leta 2017 mu je bil podeljen naziv zaslužni raziskovalec ZRC SAZU. Leta 2018 je postal častni občan Metlike.
Leta 2023 sta z Andrejem Dularjem prejela Valvasorjevo častno priznanje za donacijo zbirke Fux-Dular z več kot 500 predmeti Belokranjskemu muzeju Metlika.

## Zasebno
Njegov oče je bil pisatelj Jože Dular.

## Monografije
- Janez Dular, Podzemelj. Katalogi in monografije 16, Ljubljana 1978 (COBISS)
- Janez Dular, Halštatska keramika v Sloveniji = Die Grabkeramik der älteren Eisenzeit in Slowenien : prispevek k proučevanju halštatske grobne keramike in lončarstva na Dolenjskem. Dela 1. razreda SAZU 23, Ljubljana 1982 (COBISS)
- Janez Dular, Topografsko področje XI (Bela krajina). Arheološka topografija Slovenije. Ljubljana 1985 (COBISS)
- Janez Dular, Slavko Ciglenečki in Anja Dular, Kučar : železnodobno naselje in zgodnjekrščanski stavbni kompleks na Kučarju pri Podzemlju = Eisenzeitliche Siedlung und frühchristlicher Gebäudekomplex auf dem Kučar bei Podzemelj. Opera Instituti archaeologici Sloveniae 1, Ljubljana 1995 (COBISS)
- Janez Dular, Irena Šavel in Sneža Tecco Hvala, Bronastodobno naselje Oloris pri Dolnjem Lakošu = Bronzezeitliche Siedlung Oloris bei Dolnji Lakoš. Opera Instituti archaeologici Sloveniae 5, Ljubljana 2002 (COBISS)
- Janez Dular, Halštatske nekropole Dolenjske = Die hallstattzeitlichen Nekropolen in Dolenjsko. Opera Instituti archaeologici Sloveniae 6, Ljubljana 2003 (COBISS)
- Sneža Tecco Hvala, Janez Dular in Eva Kocuvan, Železnodobne gomile na Magdalenski gori = Eisenzeitliche Grabhügel auf der Magdalenska gora. Katalogi in monografije 36, Ljubljana 2004 (COBISS)
- Janez Dular in Sneža Tecco Hvala, South-Eastern Slovenia in the Early Iron Age: settlement, economy, society. = Jugovzhodna Slovenija v starejši železni dobi: poselitev, gospodarstvo, družba. Opera Instituti archaeologici Sloveniae 12, Ljubljana 2007 (COBISS)
- Janez Dular in Marjana Tomanič Jevremov, Ormož. Utrjeno naselje iz pozne bronaste in starejše železne dobe = Ormož. Befestigte Siedlung aus der späten Bronze- und der älteren Eisenzeit. Opera Instituti archaeologici Sloveniae 18, Ljubljana 2010 (COBISS)
- Janez Dular, Severovzhodna Slovenija v pozni bronasti dobi = Nordostslowenien in der späten Bronzezeit. Opera Instituti archaeologici Sloveniae 27, Ljubljana 2012 (COBISS)
- Janez Dular, Starinoslovec Jernej Pečnik, Dobrepolje 2014 (COBISS)
- Drago Svoljšak in Janez Dular, Železnodobno naselje Most na Soči. Gradbeni izvidi in najdbe = The Iron Age Settlement at Most na Soči. Settlement Structures and Small Finds. Opera Instituti archaeologici Sloveniae 33, Ljubljana 2016 (COBISS)
- Janez Dular, Gradivo za topografijo Dolenjske, Posavja in Bele krajine v železni dobi. E-Monographiae Instituti Archaeologici Sloveniae 10, Ljubljana 2021 (COBISS)